# Едо Брајник
Едо Брајник — Штефан (Камник, 16. август 1922 — Љубљана, 3. децембар 1983) био је учесник Народноослободилачке борбе, друштвено-политички радник СФР Југославије и СР Словеније и народни херој Југославије.

## Биографија
Рођен је 16. августа 1922. године у Камнику, у скромној службеничкој породици, од оца Хинка (1885—1944), финансијског службеника и мајке Терезије, рођене Фабрис (1894—1986), Италијанке из Брацана, у Фурланији-Јулијској крајини, домаћице. Био је предратни ученик. У Камнику је завршио четири разреда основне школе, а затим пети у Мурској Соботи, где му је отац добио службу. У Мурској Соботи је похађао гимназију закључно са шестим разредом, и седми и осми разред гимназије завршио је у Љубљани. Након што је породица запала у материјалне тешкоће, уз скромну родитељску помоћ, морао је сам да се издржава.
За време школовања је био члан „Сокола”, јер је био васпитан у националистичком духу. Од 1938. године, Партија је покренула овог младог 16-годишњег дечака на доследан револуционарни посао и поверила му још веће организационе послове. Брајник је постао члан Савеза комунистичке омладине Југославије (СКОЈ) у октобру 1939. Са капитулацијом Краљевине Југославије је преузео вођство секундарних организација у Љубљани. Члан Комунистичке партије Југославије (КПЈ) је постао у мају 1941.
У јулу 1941, он је организовао борбену групу „Скојевцев”, која је постала једна од најактивнијих група у Љубљани. Учествовао је у многим кампањама и борбама, водио је безбедносне групе у Љубљани од пролећа 1942. године. Тада је постао члан колеџа Службе обавештавања и безбедности (ВОС), касније Централног комитета. У Љубљани, радио је као командант служби безбедности до одласка партизана на почетку маја 1943. године.
Упркос одласку партизана у развоју и изградњи ВОС-а је радила на његовом укидању у фебруару 1944. године, када је преузео руководство Одељења унутрашњих послова Бироа Словеначког народноослободилачког већа (СНОС).
Након успостављања Одељења за заштиту народа (ОЗН), у мају 1944. године, постављен је за заменика начелника Првог одсека и почетком 1945. године као шеф одсека Озне за Југославију.

### Послератни период
После рата, радио је много година у Управи државне безбедности (УДБ) и у Савезном секретаријату унутрашњих послова (ССУП) у Београду. У Удби за Југославију обављао је дужност начелника Првог одељења од 1. новембра 1946. до 31. децембра 1960. године, а у Савезном СУП био је најпре помоћник, од 1. јануара 1961. до 20. маја 1964, а потом до 12. марта 1965. године и заменик Савезног секретара за унутрашње послове СФРЈ, Војина Лукића.
У марту 1965. прелази на републичке дужности у СР Словенији. Најпре на месту члана Извршног већа Скупштине СР Словеније, од 29. априла 1965. до 31. маја 1967, потом председника Мандатно-имунитетног одбора Републичке скупштине и Одбора за спољне послове Скупштине СР Словеније, од 5. септембра 1967. до 31. јануара 1975. године, када је пензионисан. До смрти је био члан Савета СР Словеније.
Након одласка у пензију, Брајник се посветио прикупљању документације и сведочанстава о деловању безбедносно-обавештајних служби у Словенији за време Другог светског рата.
Умро је 3. децембра 1983. године у Љубљани. Сахрањен је уз највише државне почасти на Централном гробљу Жале у Љубљани.
Носилац је Партизанске споменице 1941. и других југословенских одликовања, међу којима су — Орден братства и јединства са златним венцем, Орден југословенске звезде са златним венцем, Орден партизанске звезде са сребрним венцем и Орден за храброст. Од иностраних, истичу се једно пољско и италијанско одликовање. Орденом народног хероја је одликован 20. децембра 1951. године.